# استفانو ناردلی
استفانو ناردلی (ایتالیایی: Stefano Nardelli؛ زادهٔ ۲۹ نوامبر ۱۹۹۳) دوچرخه‌سوار اهل ایتالیا است.
از باشگاه‌هایی که در آن رکاب زده‌است می‌توان به وانتی–گروپ گوبر اشاره کرد.